# 패트릭 깁슨
패트릭 깁슨(Patrick Gibson, 1995년 4월 19일 ~ )은 아일랜드의 배우이다.